# Cementiri de Torà
El Cementiri de Torà, a la comarca del Solsonès, és un edifici inclòs a l'Inventari del Patrimoni Arquitectònic de Catalunya.

## Descripció
Construït l'any 1854, es caracteritza per una forma rectangular amb una capçalera semicircular, que recorda la planta d'una església amb absis rodó amb, fins i tot, el perfil d'un circ romà. Pel que fa a la distribució interior, els nínxols es troben ordenats al llarg de tot el perímetre o bé distribuïts en el mig del cementiri, tot formant una espina, juntament amb la capella. La resta de l'espai, anterior a la capella, es presenta enjardinat mitjançant parterres de gespa que flanquegen l'avinguda central.

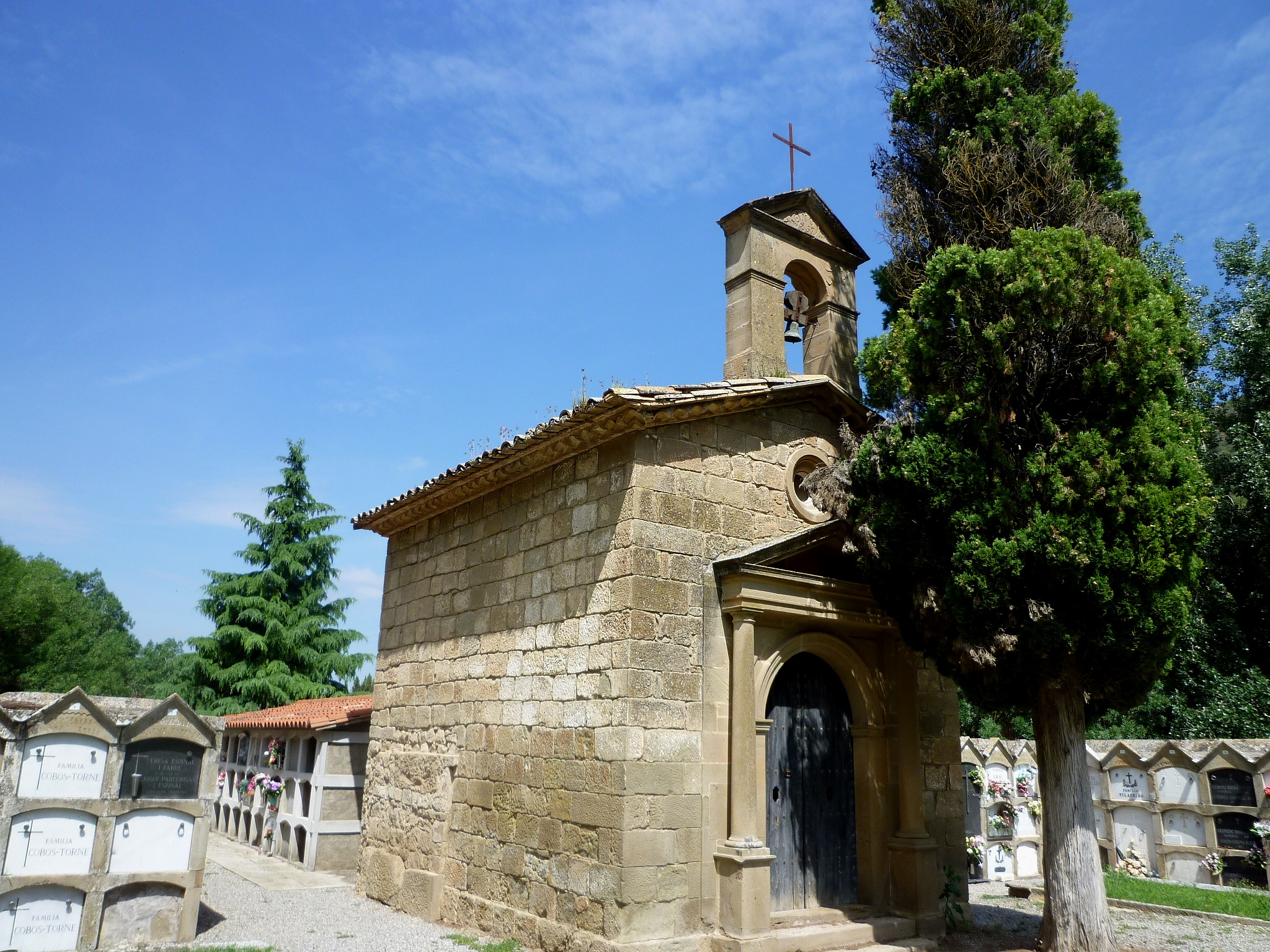
Capella del cementiri

Al bell mig del recinte del cementiri, davant del pont de les Merites, es troba la capella. Es tracta d'una petita construcció feta de carreus de pedra molt ben escairats, de planta rectangular, amb absis recte i teulada a dues aigües. La façana principal presenta una portada d'arc de mig punt inscrita dins un frontó triangular amb fris llis, sustentat per dues columnes molt estilitzades que reposen en uns basaments quadrangulars. A sobre d'aquest frontó es troba un rosetó amb motllura graonada. Damunt de la façana principal s'aixeca un campanar d'espadanya d'un sol ull semicircular, una campana, una coberta a dues aigües i una creu. En aquest campanar figura inscrita la data de "1857".

## Notícies històriques
Les gestions efectuades pel Dr. Gil Esteve i Tomàs, bisbe de Puerto Rico, a instàncies del Duc de Cardona-Medinaceli, senyor del castell de Torà que residia a Madrid, van possibilitar la cessió gratuïta de la pedra, que es va treure de les runes del castell, per a la construcció del cementiri en el camp on hi havia el gelador.